# 蓝极速网吧纵火案
蓝极速网吧纵火案是2002年6月16日凌晨2时40分许，北京市海淀区学院路20号院内发生的一起恶意报复纵火事件，致使25人死亡、12人不同程度受伤。

## 事件经过
根据公安机关的调查，4名纵火者均为未成年人，起因是縱火者搶劫蓝极速網吧內一名學生，搶劫過程被蓝极速服务员看到。6月14日，縱火者进入蓝极速时被服務員以未成年人不得進入網吧為由拒之門外。縱火者決定报复網吧。在纵火者中，两名被判处无期徒刑，1名被判处有期徒刑12年，1名因不满14岁而免于刑事责任。在2004年，两名被判无期的犯人被减刑。两名网吧的经营者被判3年和1年6個月的有期徒刑，并处以罚金。9月至10月间趁火打劫的4名窃贼被判处10个月到4年的有期徒刑。

## 后续
两名被判处无期徒刑的未成年纵火者的刑期，已从无期徒刑减为18年有期徒刑。
一名被判处12年有期徒刑的未成年纵火者的刑期，已从有期徒刑12年减为有期徒刑7年，并已于2009年刑满释放。
此次火灾不到一个月后，北京市于2002年7月13日又发生了香港籍未成年住客在房间内划火柴引发的凯迪克大酒店火灾，造成3人死亡，且牵涉到更加复杂的涉外赔偿案。

## 影响
蓝极速網咖纵火事件在中华人民共和国教育界、法律界和信息产业界引起了广泛的讨论。有观点认为需要加强防止青少年犯罪的力度，有观点认为监管部门玩忽职守，甚至在默许和纵容，有观点认为需要简化網咖的审批手续，而有观点认为需要加强对網咖的管理。
事后，北京市人民政府很快就宣布全部全市網咖停业整顿，中华人民共和国各地政府也迅速开始对网吧的整顿工作，以及加强控制新网吧的审批。在此过程中，数以万计的网吧被关闭，当时北京最大的飞宇網咖被停业1年。但是在事件发生的1年之后，在很多地方，整顿效果却并不明显。
2002年9月29日，中华人民共和国国务院总理朱镕基签署第363号《中华人民共和国国务院令》，颁布《互联网上网服务营业场所管理条例》，自2002年11月15日起实施。2003年4月22日，中华人民共和国文化部发布了《关于加强互联网上网服务营业场所连锁经营管理的通知》。2004年，中共中央和国务院发布了《国务院关于加强未成年人思想道德建设的若干意见》，加强了对网吧的管理，并且提出要建设适合未成年人上网的健康网吧。
在全国网吧大整顿之后，很多网吧寻求联盟以简化审批手续。更多的网吧在考虑转型。

## 相关作品
2024年电视剧《猎罪图鉴2》中，发生于主线剧情八年前的“海速网吧纵火案”的原型即为此案，仅出现在人物的台词中，是第10-12集的重要线索。剧中纵火者为两男一女三名未成年人，事情起因是女孩偷盗网吧的钱被老板发现，反诬老板猥亵自己，利用网吧在防火上的漏洞，教唆两名男性好友纵火，造成包括网吧老板在内的十余人死亡。两名男孩被判处八年有期徒刑，女孩因未满14周岁而未被追究刑事责任。网吧老板娘因在外地逃过一劫，也被判处有期徒刑三年。